# トーラ・ブライト
トーラ・ジェーン・ブライト（Torah Jane Bright、1986年12月27日 - ）は、オーストラリア、ニューサウスウェールズ州クーマ(en:Cooma, New South Wales)出身の女性スノーボード選手。アメリカ、ユタ州ソルトレイクシティ在住。2010年バンクーバーオリンピック、Winter X Gamesの金メダリスト。

## 人物
1986年、5人兄弟の4番目として誕生。スノーウィー・マウンテンズの麓の小学校に通い、当初はアルペンスキーの滑降選手だった。11歳のときスノーボードに転向、兄ベンにグーフィースタンスの手ほどきを受けた。また、姉ロウィーナは2002年ソルトレイクシティオリンピックに出場した。
彼女ら一家は末日聖徒イエス・キリスト教会の信者であり、バンクーバーオリンピック時、「飲酒」「喫煙」「婚前交渉」をしない品行方正な女性であるとして地元メディアに報じられた。この品行方正ぶりは両親から教えてもらったものであると語っている。2010年6月にアメリカのスノーボーダー・Jake Welchと結婚した。
2014年のソチオリンピックでは、ハーフパイプに加えスロープスタイル、スノーボードクロスにも出場しハーフパイプでは銀メダルを獲得した。

## 競技実績
2016
- 2位 - ハーフパイプ - LAAX OPEN

2010
- 1位 - ハーフパイプ - バンクーバーオリンピック

2009
- 1位 - スーパーパイプ - Toyota Championship (en:Winter Dew Tour)
- 1位 - スーパーパイプ - EXPN Winter X games 13, アスペン (コロラド州)

2008
- 2位 - TTR World Snowboard Tour 07/08
- 1位 - スーパーパイプ - World スーパーパイプ Championships, パークシティ (ユタ州)
- 2位 - スーパーパイプ - EXPN Winter X Games 12, アスペン (コロラド州)
- 1位 - スーパーパイプ - Nippon Open Japan
- 1位 - スーパーパイプ - Burton US Open, Vermont
- Burton Global Open Champion

2007
- Burton Global Open Champion
- TTR World Snowboard Tour Champion 06/07
- 1位 - ハーフパイプ - Burton New Zealand Open
- 4位 - スロープスタイル - Burton New Zealand Open
- 2位 - ハーフパイプ - Roxy Chicken Jam (USA)
- 3位 - スロープスタイル - Roxy Chicken Jam (USA)
- 2位 - スロープスタイル - Burton US Open
- 3位 - ハーフパイプ - Burton US Open
- 1位 - スーパーパイプ - World スーパーパイプ Championships
- 1位 - ハーフパイプ - X-Trail Nippon Open
- 1位 - ハーフパイプ - EXPN Winter X Games 11

2006
- 1位 - ハーフパイプ - US Open
- 1位 - スーパーパイプ - World スーパーパイプ Championships, パークシティ (ユタ州)
- 1位 - Vans Cup
- 5位 - ハーフパイプ - トリノオリンピック

2005
- 1位 - Arctic Challenge, トロムソ、ノルウェー
- 2位 - US Open
- 1位 - Nippon Open
- 3位 - FISスノーボード・ワールドカップ
- 3位 - スロープスタイル - Roxy Chicken Jam (USA)
- 30位 - FISスノーボード世界選手権, ウィスラー (ブリティッシュコロンビア州)、カナダ

2004
- 1位 - Half Pipe - FISスノーボード・ワールドカップ, トリノ、イタリア
- 2位 - FISスノーボード・ワールドカップ, ウィスラー (ブリティッシュコロンビア州)、カナダ
- 2位 - FISスノーボード・ワールドカップ, 上越、日本
- 3位 - FISスノーボード・ワールドカップ, 札幌、日本
- 2位 - Roxy pro, Les Arc, France

2003
- Runner Up for the World Cup Title - 2003-04 season